# Gino Tagliapietra
Gino Tagliapietra (* 30. Mai 1887 in Ljubljana; † 8. August 1954 in Venedig) war ein italienischer Pianist und Komponist.
Tagliapietra lehrte am Liceo (seit 1940, Conservatorio) „Benedetto Marcello“ in Venedig. Er ist Herausgeber von Werken Ferruccio Busonis und des Klaviermusik-Sammelwerkes Antologia di musica antica e moderna per pianoforte (Mailand, Ricordi; dt. unter dem Titel Anthologie alter und neuer Musik für Klavier, übersetzt und revidiert von Willi Apel).

## Videos
- G. Tagliapietra – Variazioni a fantasia per pianoforte e archi – Pianist: Rina Cellini
- Gino Tagliapietra, Sei Bagattelle

| Personendaten    | Personendaten                       |
| ---------------- | ----------------------------------- |
| NAME             | Tagliapietra, Gino                  |
| ALTERNATIVNAMEN  | Tagliapietra, Angelino              |
| KURZBESCHREIBUNG | italienischer Pianist und Komponist |
| GEBURTSDATUM     | 30. Mai 1887                        |
| GEBURTSORT       | Ljubljana                           |
| STERBEDATUM      | 8. August 1954                      |
| STERBEORT        | Venedig                             |